# جورجتاون (تكساس)
جورجتاون (بالإنجليزية: Georgetown)‏ هي مدينة أمريكية تقع في ولاية تكساس.تبلغ مساحة هذه المدينة 64.6 (كم²)،ويبلغ عدد سكانها 47400 نسمة حسب إحصاء سنة 2010 م.

## التركيبة السكانية
حدّد مكتب تعداد الولايات المتحدة بيانات التركيبة السكانية لجورجتاون في تعداد الولايات المتحدة. في ما يلي، التركيبة السكانية حسب تعدادي 2000 و2010.

### تعداد عام 2000
بلغ عدد سكان جورجتاون 28,339 نسمة بحسب تعداد عام 2000، وبلغ عدد الأسر 10,393 أسرة وعدد العائلات 7,715 عائلة مقيمة في المدينة. في حين سجلت الكثافة السكانية 183.5 نسمة لكل كيلومتر مربع (475.3/ميل2). وبلغ عدد الوحدات السكنية 10,902 وحدة بمتوسط كثافة قدره 70.6 لكل كيلومتر مربع (182.9/ميل2).
وتوزع التركيب العرقي للمدينة بنسبة 85.39% من البيض و3.39% من الأمريكيين الأفارقة و0.35% من الأمريكيين الأصليين و0.67% من الأمريكيين ذوي الأصول الآسيوية و0.05% من سكان جزر المحيط الهادئ و8.31% من الأعراق الأخرى و1.83% من عرقين مختلطين أو أكثر و18.07% من الهسبانيون أو اللاتينيون من أي عرق.
بلغ عدد الأسر 10,393 أسرة كانت نسبة 34.1% منها لديها أطفال تحت سن الثامنة عشر تعيش معهم، وبلغت نسبة الأزواج القاطنين مع بعضهم البعض 61.6% من أصل المجموع الكلي للأسر، ونسبة 9.5% من الأسر كان لديها معيلات من الإناث دون وجود شريك، بينما كانت نسبة 3.2% من الأسر لديها معيلون من الذكور دون وجود شريكة وكانت نسبة 25.8% من غير العائلات. تألفت نسبة 21.5% من أصل جميع الأسر من عدة أفراد يعيشون في نفس المنزل ونسبة 9.3% كانت تتألف من شخص يعيش بمفرده يبلغ من العمر 65 عاماً أو أكثر. وبلغ متوسط حجم الأسرة المعيشية 2.52، أما متوسط حجم العائلات فبلغ 2.92.
بلغ العمر الوسطي للسكان 36.9 عاماً. وكانت نسبة 23.3% من القاطنين تحت سن الثامنة عشر، وكانت نسبة 7.3% بين الثامنة عشر والرابعة والعشرين عاماً، ونسبة 25.1% كانت واقعةً في الفئة العمرية ما بين الخامسة والعشرين والرابعة والأربعين عاماً، ونسبة 21% كانت ما بين الخامسة والأربعين والرابعة والستين، ونسبة 15.8% كانت ضمن فئة الخامسة والستين عاماً فما فوق. يوجد لكل 100 أنثى 94.1 ذكر، ويوجد لكل 100 أنثى في الثامنة عشر من عمرها فما فوق 89.8 ذكر.
بلغ متوسط دخل الأسرة في المدينة 54,098 دولارًا، أما متوسط دخل العائلة فبلغ 63,338 دولارًا. وكان متوسط دخل الذكور 40,541 دولارًا مقابل 27,082 دولارًا للإناث. وسجل دخل الفرد الخاص بالمدينة 24,287 دولارًا. وكانت نسبة 4.4% من العائلات ونسبة 7.2% من السكان تحت خط الفقر، وكان من هؤلاء نسبة 9.4% تحت سن الثامنة عشر ونسبة 3.9% في الخامسة والستين من العمر وما فوق.

### تعداد عام 2010
بلغ عدد سكان جورجتاون 47,400 نسمة بحسب تعداد عام 2010، وبلغ عدد الأسر 18,830 أسرة وعدد العائلات 13,418 عائلة مقيمة في المدينة. في حين سجلت الكثافة السكانية 306.9 نسمة لكل كيلومتر مربع (794.9/ميل2). وبلغ عدد الوحدات السكنية 20,037 وحدة بمتوسط كثافة قدره 129.7 لكل كيلومتر مربع (335.9/ميل2).
وتوزع التركيب العرقي للمدينة بنسبة 86.22% من البيض و3.68% من الأمريكيين الأفارقة و0.57% من الأمريكيين الأصليين و1.03% من الأمريكيين ذوي الأصول الآسيوية و0.08% من سكان جزر المحيط الهادئ و6.19% من الأعراق الأخرى و2.23% من عرقين مختلطين أو أكثر و21.77% من الهسبانيون أو اللاتينيون من أي عرق.
بلغ عدد الأسر 18,830 أسرة كانت نسبة 27.3% منها لديها أطفال تحت سن الثامنة عشر تعيش معهم، وبلغت نسبة الأزواج القاطنين مع بعضهم البعض 58.7% من أصل المجموع الكلي للأسر، ونسبة 9.4% من الأسر كان لديها معيلات من الإناث دون وجود شريك، بينما كانت نسبة 3.1% من الأسر لديها معيلون من الذكور دون وجود شريكة وكانت نسبة 28.7% من غير العائلات. تألفت نسبة 25% من أصل جميع الأسر من عدة أفراد يعيشون في نفس المنزل ونسبة 13.7% كانت تتألف من شخص يعيش بمفرده يبلغ من العمر 65 عاماً أو أكثر. وبلغ متوسط حجم الأسرة المعيشية 2.38، أما متوسط حجم العائلات فبلغ 2.82.
بلغ العمر الوسطي للسكان 44.0 عاماً. وكانت نسبة 21.1% من القاطنين تحت سن الثامنة عشر، وكانت نسبة 8.8% بين الثامنة عشر والرابعة والعشرين عاماً، ونسبة 21.1% كانت واقعةً في الفئة العمرية ما بين الخامسة والعشرين والرابعة والأربعين عاماً، ونسبة 23.3% كانت ما بين الخامسة والأربعين والرابعة والستين، ونسبة 25.7% كانت ضمن فئة الخامسة والستين عاماً فما فوق. وتوزع التركيب الجنسي للسكان بنسبة 48.2% ذكور و51.8% إناث.

## أعلام
- غابي جونز
- موراي وير
- ليندا داي
- فوي درابر
- الجوارب البرتقالية